# Basiliek van Onze-Lieve Vrouw van Godsdal
De Basiliek van Onze-Lieve Vrouw van Godsdal (Frans: Basilique Notre-Dame du Val-Dieu) is een 19e-eeuwse basiliek in de Belgische plaats Val-Dieu in de Luikse gemeente Aubel. Het is sinds de verheffing door paus Pius XII in 1946 een basilica minor. Ze is toegewijd aan Onze-Lieve-Vrouw en opgetrokken in neogotische stijl. De basiliek is de abdijkerk van de voormalige Abdij van Val-Dieu van de Cisterciënzers.
De kerk werd erkend en beschermd als monument van bouwkundig erfgoed in 1942, uitgebreid in 1975 door het Agence wallonne du Patrimoine (Patrimoine culturel immobilier classé de la Wallonie).

## Geschiedenis

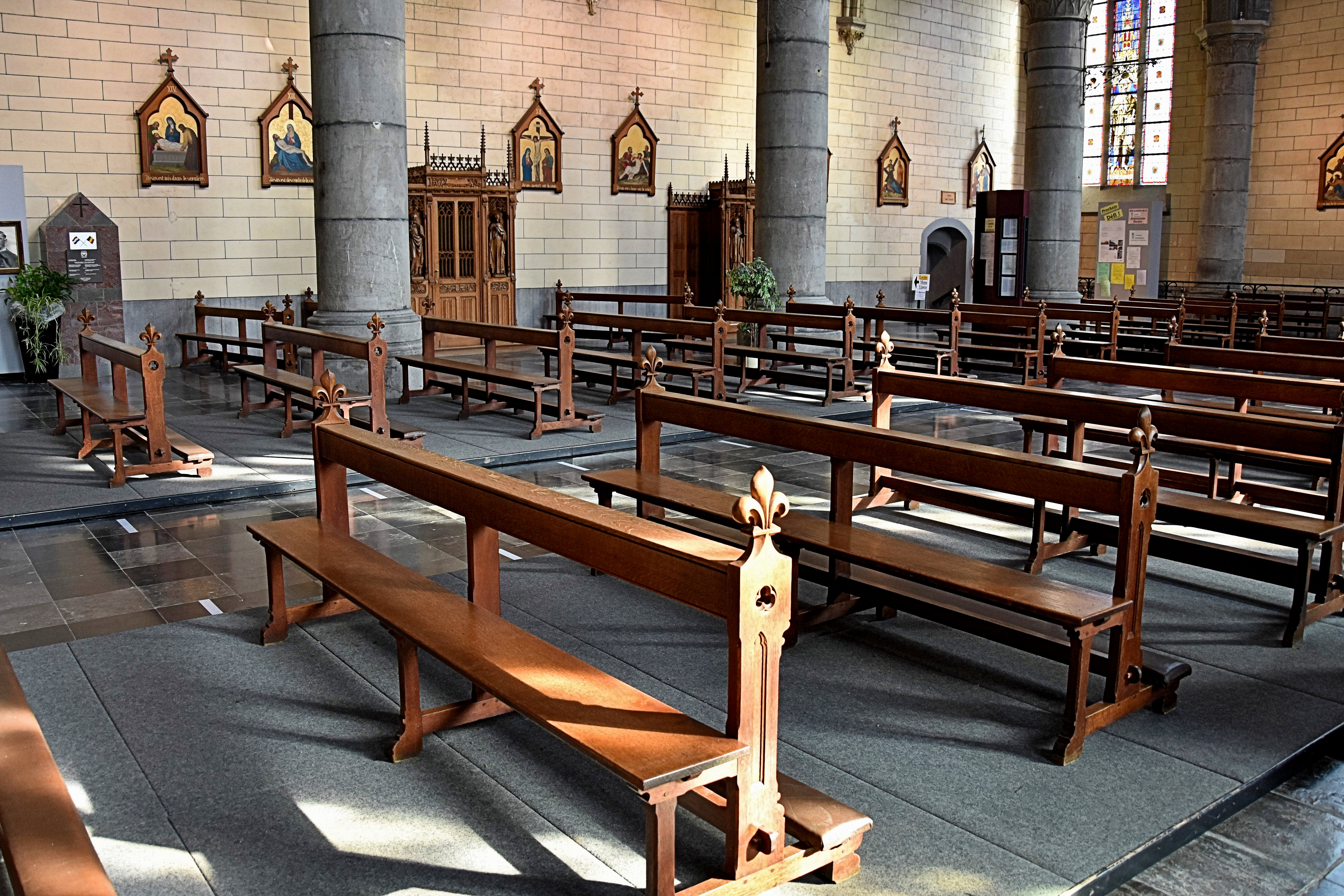
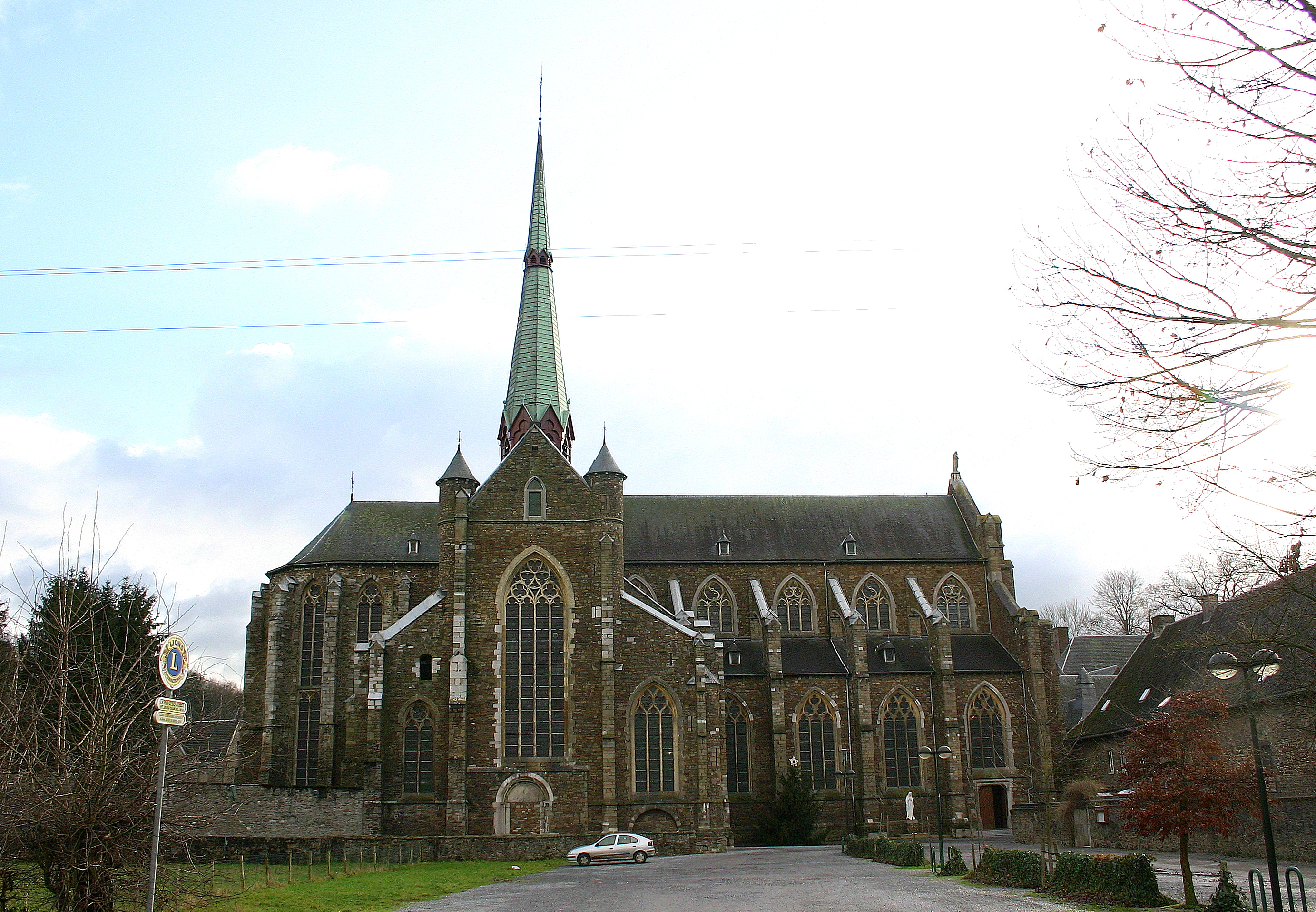
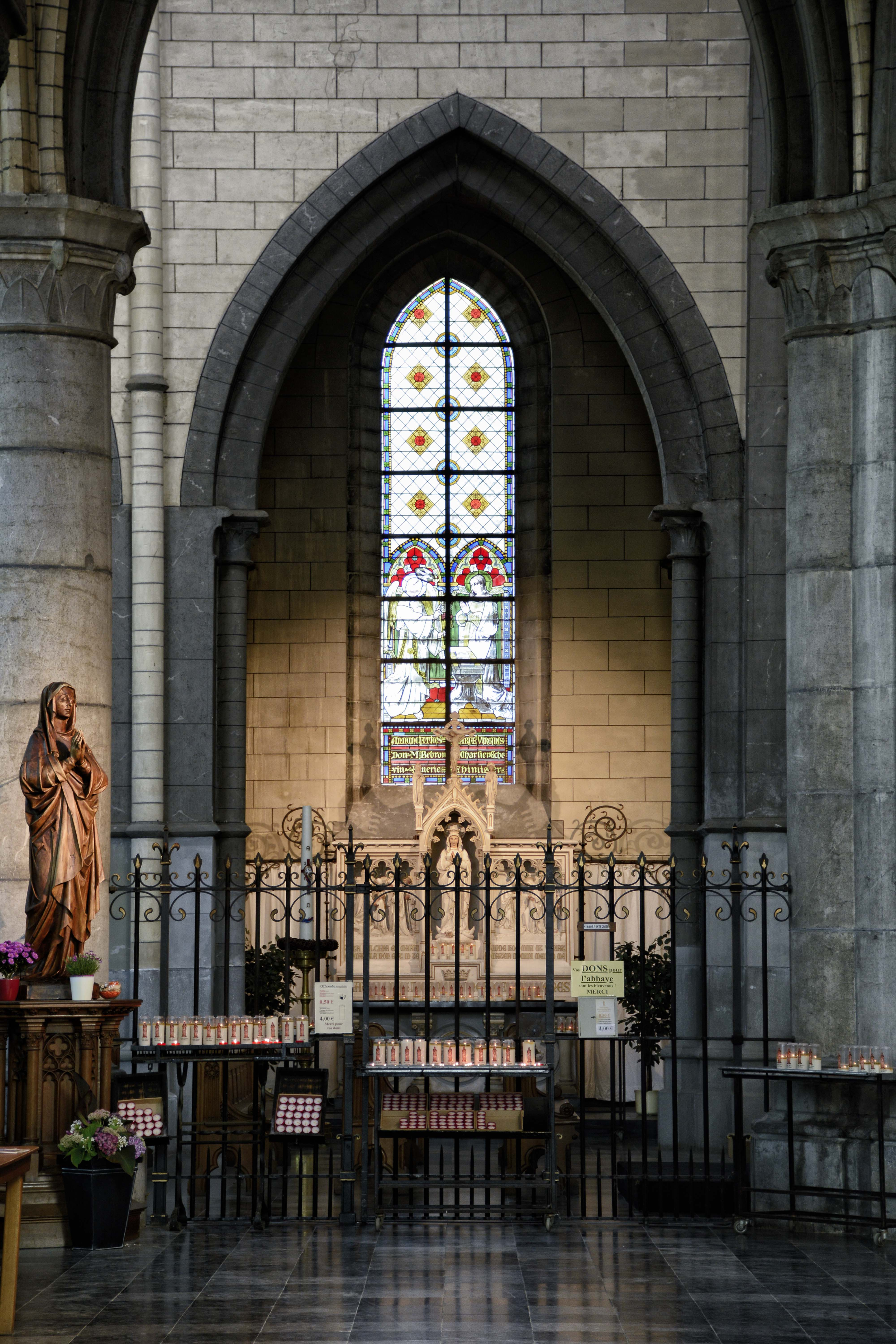
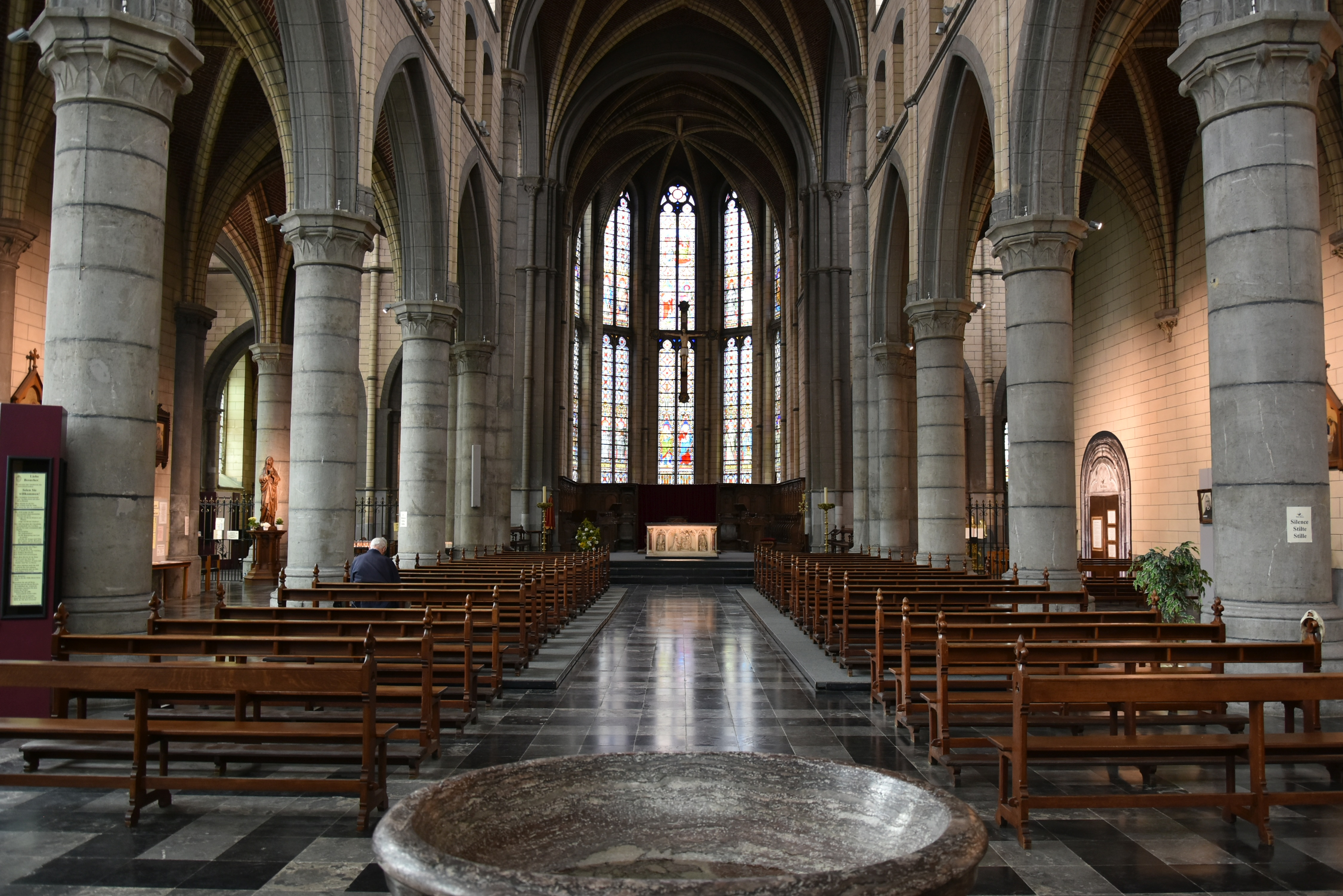
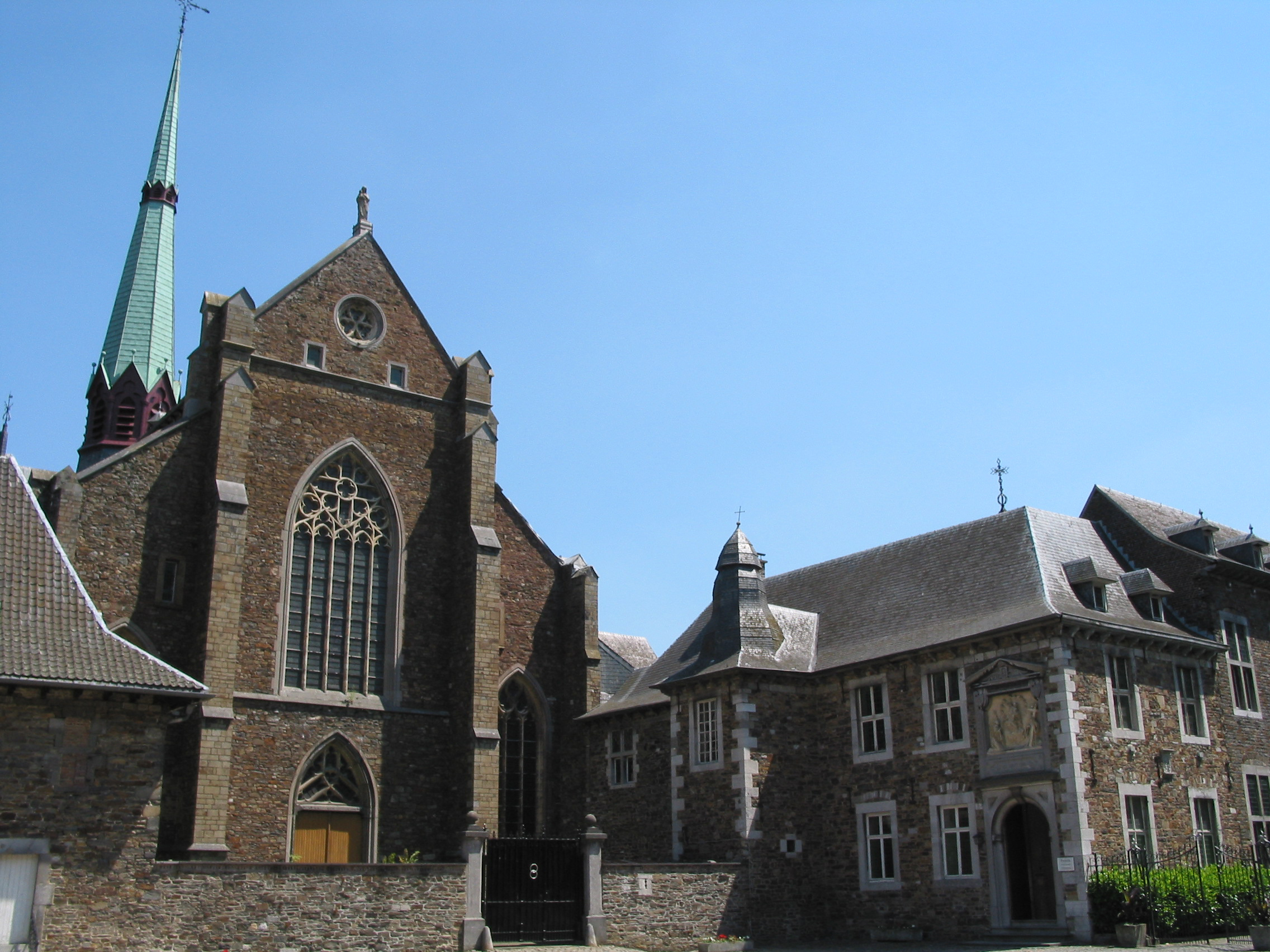
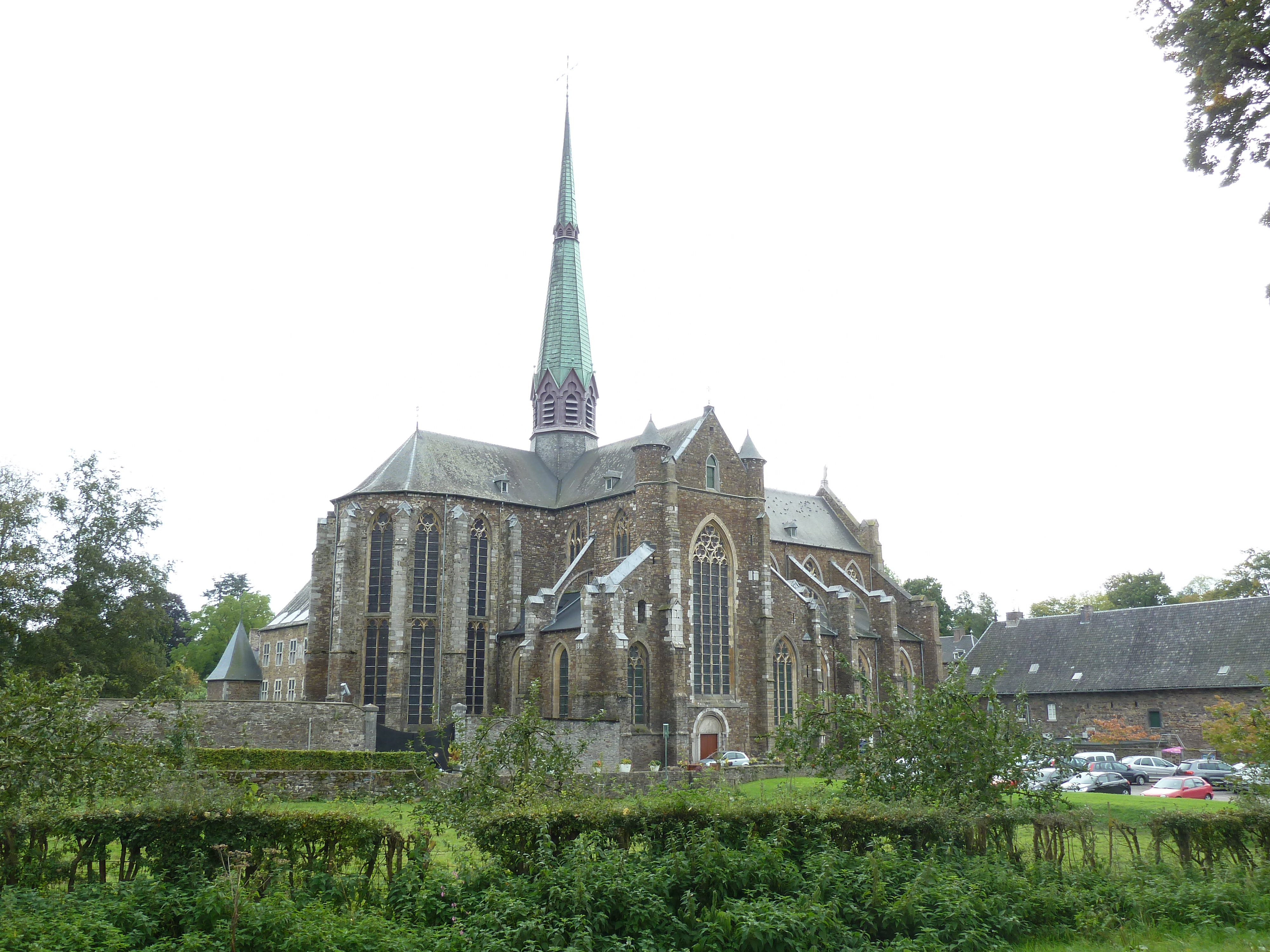
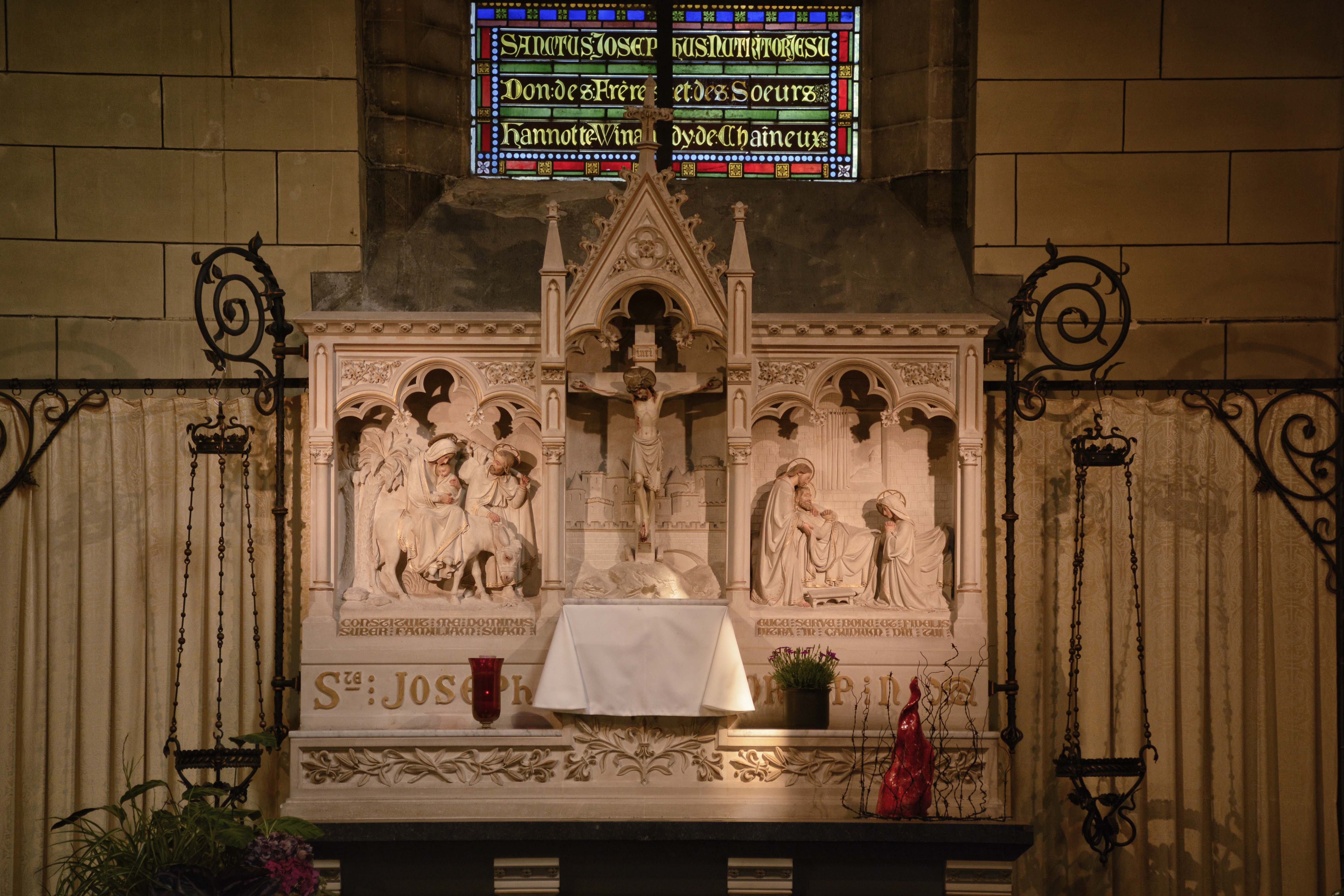

De Abdij van Val-Dieu ontstond begin 13e eeuw als een uitbreiding van de Abdij van Hocht (bij Maastricht). In 1216 schonk de toenmalige graaf van Dalhem, Lotharius van Are Hochstaden, grond voor een nieuwe abdij in het Land van Herve, precies op de grens van het graafschap Dalhem en het hertogdom Limburg. Ook Hendrik III van Limburg deed een schenking voor de nieuwe gemeenschap. In 1217 en 1218 werd de stichting door een pauselijke bul bevestigd.
Op deze plek, in de dunbevolkte vallei van de Berwijn, ontstond in korte tijd een kloostergemeenschap met op haar hoogtepunt in de 13e eeuw tot dertig monniken en een areaal van 1000 hectare. De abdij bezat toen ook zes molens, drie hoeven, acht schuren en wijngaarden. Toch was de gemeenschap nooit echt talrijk maar economisch wel belangrijk voor de streek. Op politiek gebied nam de abt van Godsdal zitting in de statenvergadering van Dalhem. Vanaf 1598 was de abt afgevaardigd in de Staten van Limburg en de Landen van Overmaas.
De successieoorlog in Limburg (1283-1288) verarmde de abdij en in 1286 vernielde een brand de kerk. Door giften van hertog Jan II van Brabant en zijn opvolgers werd de abdij terug opgebouwd. De herstelde abdijkerk kwam in 1331 klaar. Protestantse opstandelingen, volgens sommigen Hollandse of staatse troepen, staken in 1574 de kerk en het klooster in brand. De wederopbouw werd eerst in 1625 voltooid.
Na de opheffing van de cisterciënzerkloosterorde tijdens de Franse bezetting werd de abdij geconfisceerd en in 1798 verkocht aan de vroegere abt Jacques Uls en twee monniken, die er bleven wonen tot aan de dood van Uls in 1812. Diens erfgenamen verjoegen de groep van acht monniken die er zich intussen had gevestigd en verkochten de inboedel van de abdij en stripten kerk en klooster. Zelfs de torenspits werd verkocht. De verwijderingsoperatie in 1839 werd slecht uitgevoerd en de klokkentoren viel op het dak dat instortte. De kerk werd gedeeltelijk verder afgebroken. In 1840 kon Bernard Klinkenberg, een van de monniken die in 1812 werden verjaagd en in de tussentijd pastoor was in Roermond, de abdij terugkopen van de erfgenamen en vanaf 1844 vestigden terug een groep monniken, afkomstig uit de Sint-Bernardusabdij in Bornem zich in de abdij die een priorij werd met dom Klinkenberg als prior.  De kerk werd vanaf 1870 weer opgebouwd. De vieringtoren, naar een ontwerp van architect Émile Deshayes, werd pas in 1934 toegevoegd. Enkele architectuurfragmenten van de 13e-eeuwse kerk zijn bewaard gebleven, onder andere de sacristie, twee kapellen en een hardstenen poortomlijsting aan de noordgevel van het koor. In het kerkinterieur bevindt zich verder een rood marmeren wijwatervat afkomstig van de oorspronkelijke kerk. Het klooster is tegen een zijbeuk van de kerk aangebouwd.
Een stele in de abdijkerk brengt hulde aan pater Hugo en pater Stephanus, twee monniken van de abdij. Tijdens de Tweede Wereldoorlog groeide de abdij onder impuls van abt Albéric Steiger uit tot een centrum voor het verzet tegen de Duitse bezetting en een veilige haven voor vervolgde personen. Zo waren ook pater Hugo (Karel Jacobs, 42 in 1943, uit Antwerpen) en pater Stephanus (Piet Mühren, 35 in 1943, uit Bergen op Zoom) respectievelijk actief in de verzetsnetwerken Clarence en Luc-Marc. Toen hun verzetsactiviteiten door infiltranten in Duitse dienst aan het licht gebracht werd, werden zij opgepakt. Op 9 oktober 1943 werden ze samen met andere verzetsleden terechtgesteld in het Fort bij Rijnauwen, in de buurt van Utrecht.